# Oustioujna
Oustioujna (en russe : Устюжна) est une ville de l'oblast de Vologda, en Russie, et le centre administratif du raïon d'Oustioujna. Sa population s'élevait à 9 089 habitants en 2013.

## Géographie
Oustioujna est arrosée par la rivière Mologa et se trouve à 203 km à l'est de Vologda.

## Histoire
Oustioujna a été fondée en 1232 et a eu en 1738 le statut de ville qu'elle a conservé pendant l'Ancien régime, puis qu'elle a perdu, devenant un village. Cette bourgade a développé dès le XVIe siècle des forges qui sont à l'origine du développement de la sidérurgie en Russie.

## Population
Recensements (*) ou estimations de la population
| 1856  | 1897* | 1926* | 1939* | 1959* | 1970* |
| ----- | ----- | ----- | ----- | ----- | ----- |
| 5 100 | 5 111 | 5 179 | 7 200 | 8 779 | 8 851 |

| 1979* | 1989*  | 2002*  | 2010* | 2012  | 2013  |
| ----- | ------ | ------ | ----- | ----- | ----- |
| 9 170 | 10 035 | 10 507 | 9 501 | 9 306 | 9 089 |

## Transport
- Gare de chemin de fer à 54 km à Pestovo.

## Patrimoine
- Église de la Nativité de la Vierge (1585-1590, 1721-1730), aujourd'hui musée régional.
- Église de ND de Kazan (1694)
- Église de l'Annonciation (1762)
- Musée Batiouchkov, dans le village de Danilovskoïe, à 13 km. Ancien domaine familial du poète Constantin Batiouchkov (1787-1855), où vécut aussi entre 1906 et 1911 Alexandre Kouprine.